# موشور مثلث

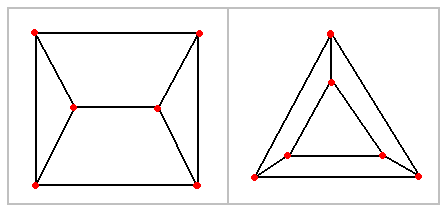
نموذج خطي لمنشور ثلاثي

في الهندسة، الموشور المثلث هو موشور ثلاثي الأوجه. وهو شكل متعدد الوجوه موضوع على قاعدة مثلثة، ونسخة منزلقة، وثلاثة وجوه تتلاقى في جانبين متقابلين.

## صورة عامة
الموشور (بالإنجليزية: Prism) حيز في الفراغ فيه وجهان مضلعان متطابقان في مستويين متوازيين بشرط أن تكون جميع الأوجه الأخرى متوازية الأضلاع، يعد المنشور أحد أشكال كثيرات الوجوه ويسمى الوجهان المتقابلان قاعدتي المنشور، وتسمى الأوجه الباقية أوجهاً جانبية، و المستقيمات التي تتقاطع عندها الأوجه الجانبية تسمى الأحرف الجانبية، ويكون ارتفاع المنشور هو البعد بين قاعدتي المنشور .
ويسمي الموشور حسب تصنيف القاعدة فإذا كانت القاعدة يكون منشور ثلاثي حيث تعرضت القاعدة لإزاحة فإذا كانت الإزاحة قائمة كانت الوجوه الرابطة للوجهين مستطيلة هندسيا وإذا كانت إزاحة غير رأسية أو قائمة بمعنى أدق كانت الوجوه الجانبية للمنشور متوازي أضلاع ويتضح ذلك من خلال الصورة المقابلة